# Lola Baldwin
Pour les articles homonymes, voir Baldwin.
Aurora « Lola » Greene Baldwin (1860 - 22 juin 1957) originaire de Portland, Oregon, est l'une des premières policières des États-Unis. En 1908, elle est assermentée par la ville de Portland en tant que surintendante des femmes auxiliaires au département de police pour la protection des filles (rebaptisée plus tard Division de protection des femmes), avec le grade de détective. 
Baldwin grandit à Rochester, New York, et enseigne dans les écoles publiques voisines. Elle déménage à Lincoln, au Nebraska, où elle enseigne puis se marie. Elle, son mari et leurs deux fils vivent plus tard dans plusieurs villes américaines, où Baldwin s'engagent dans un travail social bénévole lié aux mères célibataires et autres jeunes femmes en difficulté. En 1904, lorsque Baldwin a 44 ans, la famille emménage à Portland, où son mari poursuit sa carrière dans la marchandise sèche. 
Des groupes de femmes comme la Travelers Aid Society, préoccupés par le fait que l'Exposition du centenaire de Lewis et Clark, prévue pour 1905 à Portland, représentait un danger pour les femmes célibataires travaillant à la foire, l'engagent pour superviser un projet de protection des filles et des femmes. Le succès de la foire conduit à un travail similaire par la suite, et finalement à son embauche en 1908 en tant que policière. Tout au long de sa carrière policière, elle met l'accent sur la prévention du crime et privilégie la réforme plutôt que l'incarcération. Elle promet des lois pour protéger les femmes, conseille d'autres juridictions sur les questions relatives à l'application des lois des femmes et démontre par l'exemple que les femmes peuvent être des policiers efficaces. Après sa retraite en 1922, elle donne des conférences publiques pour l'Oregon Social Hygiene Society et siège au conseil d'administration de la Hillcrest School of Oregon, de l'Oregon Parole Board et du National Committee on Prisons and Prison Labour. Baldwin, parfois appelée « mère municipale », meurt à Portland le 22 juin 1957 à l'âge de 97 ans. 

## Jeunesse
Née Aurora « Lola » Greene en 1860 à Elmira, New York, Baldwin grandit en grande partie à Rochester, où sa famille déménage quand elle est très jeune. Ses parents, d'origine irlandaise protestante, l'inscrivent à l'école épiscopale de Christ Church pour filles de la ville, et elle fréquente ensuite le Rochester High School. À la mort de son père en 1877, elle est forcée de quitter l'école et de chercher du travail, terminant ses études secondaires par elle-même. Elle réussit l'examen de qualification de l'État de New York pour les enseignants, et enseigne près de Rochester jusqu'en 1880 lorsqu'elle déménage seule à Lincoln, au Nebraska, une ville qui cherchait des enseignants. Après avoir réussi l'examen de qualification de l'État, elle enseigne pendant trois ans au Lincoln Preparatory High School. 
En 1884, elle rencontre et épouse LeGrand M. Baldwin, un marchand de produits secs originaire du Vermont. Comme on l'attend alors des enseignantes célibataires qui se marient, elle démissionne de son emploi au lycée. Pendant ses dernières années à Lincoln, elle trouve un travail de bureau rémunéré et se porte volontaire comme assistante sociale pour aider les filles « capricieuses ». Elle donne également naissance à deux fils, Myron et Pierre. 

## Exposition Lewis et Clark
En 1904, les responsables de Portland se préparent pour l'exposition du centenaire de Lewis et Clark en 1905. Parmi leurs préoccupations figure un afflux possible de criminels non résidents dans la ville et elles craignent que certains ne ciblent les jeunes femmes et les filles et ne les attirent ou ne les contraignent à des activités sexuelles, y compris la prostitution. Dans le cadre des préparatifs de l'exposition, des groupes de femmes, dont la Travellers Aid Society, la YWCA et de nombreuses organisations locales laïques et religieuses, prévoient de prévenir l'exploitation sexuelle des jeunes femmes pendant la foire. 
Le Portland YWCA embauchent Baldwin comme superviseure du projet avec des fonds fournis en partie par le comité national de l'aide aux voyageurs. Elle et ses associés compilent des listes d'hébergement local et de lieux de travail qu'ils jugent sûrs pour les jeunes femmes. Lorsque l'exposition ouvre ses portes le 1er juin 1905, des volontaires rencontrent des jeunes femmes à Union Station et à d'autres points d'entrée de la ville et leur offrent des conseils sur l'hébergement et l'emploi et, dans certains cas, d'autres aides telles que des chèques-repas. Les bénévoles patrouillent dans l'exposition, dans des lieux tels que notamment osées sideshows, des structures faiblement éclairées, le biergarten, et la galerie de tir, qu'ils considèrent tous comme sexuellement dangereux. Dans son rapport final sur l'exposition, Baldwin rapporte que le Travelers Aid a aidé près de 1 640 femmes et filles de diverses manières, notamment en trouvant des emplois sûrs pour plus de 500 personnes. 
Après la fin de la foire, elle conserve un poste dans la branche locale de Travelers Aid, basée au YWCA. Au cours des trois années suivantes, elle continue le genre de travail qu'elle a fait pendant l'exposition, aidant souvent les fugueuses et les jeunes femmes ayant des problèmes juridiques. Soutenue par le maire Harry Lane (en) et la police de Portland, elle finit par convaincre le conseil municipal de créer et de financer ce qui est alors le groupe auxiliaire aux femmes (Women's Auxiliary) au département de police pour la protection des filles, renommé plus tard la Division de protection des femmes ( WPD). Le 1er avril 1908, elle prête serment comme surintendante du programme pour les femmes avec le grade de détective. 
Selon la définition de « policière », Baldwin fut la première exception de Marie Owens (en), qui aurait commencé sa carrière policière à Chicago en 1891. Une autre candidate au titre de « première » est Alice Stebbins Wells, qui a rejoint le département de police de Los Angeles en 1910. Toutes les trois sont spécialisées dans l'application des lois concernant les femmes et les enfants. Louise Bryant, écrivant sur Baldwin pour le magazine Sunset en 1912, la décrit comme une « mère municipale ».

## Surintendante de la Division de protection des femmes: 1908-1922
Le travail de police de Baldwin, axé sur la protection des femmes, se poursuit jusqu'en 1922 et prend diverses formes, telles que le lobbying pour des lois visant à protéger les femmes, exhortant les responsables de l'État à ouvrir un foyer pour les femmes en difficulté et à conseiller d'autres États et villes sur le droit des femmes sur les problèmes d'application de ces lois. Grâce à ses réalisations, elle démontre que les femmes peuvent être des policiers efficaces. 

Le mouvement d'hygiène sociale ainsi que le mouvement de pureté sociale, qui cherche à maintenir la moralité victorienne traditionnelle du XIXe siècle à travers l'ère progressiste, sont des influences majeures sur le travail de Baldwin. Au tournant du siècle, Portland est une ville « endémique de vice et de corruption ». Un système élaboré soutient les activités de prostitution, qui prospèrent dans les maisons closes, les hôtels, les maisons de chambres, les salons et autres lieux, en particulier dans le quartier rouge au nord de Burnside Street, dans le centre-ville. Baldwin est l'une des 15 commissaires nommés à la Vice-Commission de Portland en 1911 pour étudier le problème des maladies vénériennes (MV) et sa relation avec le commerce du sexe. La commission estime que près de 25 pour cent des cas vus par les médecins de la ville impliquaient une maladie vénérienne. Un examen de la commission de 547 établissements de Portland censés héberger des prostituées confirme que 431 de ces lieux y voient commettre des actes « immoraux ». Une autre étude de la commission menée entre le milieu de 1911 et la fin de 1912 révèle que la police a fait une descente dans 216 établissements de vice et effectué 1 900 arrestations pour prostitution au cours des 18 mois précédents. Baldwin et d'autres fonctionnaires de la ville travaillent de nombreuses façons pour réduire les dangers personnels et sociaux liés au travail du sexe : 
 L'objectif était de nettoyer et d'élever la ville maléfique, et de la rendre moralement et physiquement sûre pour les familles, les femmes qui travaillent seules et les enfants. Les avocats estimaient que le pouvoir de la police devait être utilisé pour répondre à un large éventail de préoccupations. Sous la pression des hygiénistes sociaux, dont de nombreux médecins, les municipalités ont lancé des programmes d'assainissement et de santé publique, de lutte contre les maladies vénériennes, de réduction des vices et de la prostitution, de réforme des divertissements commerciaux et d'autres correctifs pour les situations perçues comme dangereuses pour le bien-être public. 
 Les cibles du programme d'élimination comprend « toute entreprise exploitant des jeunes femmes ». Pendant les années où Baldwin dirige le WPD, cela comprend non seulement des maisons closes mais aussi des établissements de diseuses de bonne aventure, des salons de massage, des galeries de tir et des salles de danse. Préférant la prévention à l'emprisonnement des jeunes femmes, elle aide les mères célibataires à rencontrer les services sociaux, persuade les autorités de la ville de garder les femmes hors des salons et met en place un système de suivi des filles délinquantes. 

## Dernières années
Troublée par l'évolution des normes culturelles après la Première Guerre mondiale, Baldwin prend sa retraite des forces de police en 1922. Dans son rapport annuel de 1921, elle exprime sa consternation devant ce qu'elle considère comme un abaissement général des normes morales. Elle a dit que cela est démontré par des choses telles que le tabagisme des femmes, l'augmentation de la délinquance juvénile et la montée de la garçonne à la mode « bad girl » dans les vêtements et le comportement. 
Après sa retraite officielle à 62 ans, elle continue à donner des conférences sur les maladies vénériennes et reste vice-présidente de l'Oregon Social Hygiene Society, siège au conseil d'administration de la Hillcrest School of Oregon, se rend dans d'autres villes pour encourager la formation de divisions de police pour femmes, sert à le Commission de libération conditionnelle de l'Oregon ainsi qu'au Comité national des prisons et du travail pénitentiaire, et continue de soutenir la division de protection des femmes de la police de Portland. 
Pendant sa retraite, elle aide également son mari et ses fils à diriger une boulangerie. LeGrand Baldwin meurt en 1941 ; Lola Baldwin, elle, meurt en 1957, à l'âge de 97 ans. Cent ans après son introduction en tant que policière, le maire de Portland, Tom Potter, proclame le 1er avril 2008 le Lola Greene Baldwin Centennial Day en l'honneur de ses réalisations. 

## Voir également
- Penny Harrington (en), première femme cheffe du bureau de police de Portland